# Diaprepes
Genre
Diaprepes est un genre d'insectes de l'ordre des coléoptères appartenant à la famille des Curculionidae.

## Liste d'espèces
Selon NCBI (6 janv. 2011) :
- Diaprepes abbreviatus
- Diaprepes balloui

Selon ITIS (6 janv. 2011) :
- Diaprepes abbreviatus (Linnaeus, 1758)